# Степаненково (Сумский район)
Степаненково (укр. Степаненкове) — село,
Постольненский сельский совет,
Сумский район,
Сумская область,
Украина.
Код КОАТУУ — 5924786705. Население по переписи 2001 года составляло 258 человек.

## Географическое положение
Село Степаненково находится на расстоянии до 1,5 км от сёл Лекарское, Головашевка и Линтваровка.
Рядом проходит железная дорога, станция Головашевка в 1,5 км.

## Экономика
- Молочно-товарная ферма.